# Euphorbia chersonesa
Euphorbia chersonesa är en törelväxtart som beskrevs av Michael J. Huft. Euphorbia chersonesa ingår i släktet törlar, och familjen törelväxter. Inga underarter finns listade i Catalogue of Life.